# Ауалулько-де-Меркадо
Ауалулько-де-Меркадо (исп. Ahualulco de Mercado) — город в Мексике, в штате Халиско, входит в состав одноименного муниципалитета и является его административным центром. Численность населения, по данным переписи 2020 года, составила 17 000 человек.

## Общие сведения
Название города составное: Ahualulco с языка науатль можно перевести как: место, окружённое водой или место, окружающее воду, а Mercado дано в честь Хосе Мария Меркадо.
В до-испанский период в этих местах была деревня народа точос. В 1510 году она была захвачена и сожжена тарасками.
В 1524 году регион был покорён племянником Эрнана Кортеса, конкистадором Франсиско Кортесом.
В 1531 году была основана энкомьенда Ауалулько под управлением Хуана Эскарсены, а в 1532 году перешла в управление Бенито Гальехо.
В 1594 году был основан францисканский монастырь. В 1638 году началось строительство церковь Франциска Ассизского, завершившееся только в 1760 году.
19 декабря 1846 года поселение получило статус вильи, а к названию была добавлена фамилия священника Меркадо.
Ауалулько-де-Меркадо дважды получил статус города: 3 марта 1891 года и 13 сентября 1973 года.
Он расположен в 75 км к западу от столицы штата, города Гвадалахара, на региональной автодороге № 4.

## Население
| Год  | Численность | Численность |
| ---- | ----------- | ----------- |
| 2000 | 14 042      | [ 7 ]       |
| 2005 | 15 427      | [ 8 ]       |
| 2010 | 15 512      | [ 9 ]       |
| 2020 | 17 000      | [ 10 ]      |